# Máximo corazón
Máximo corazón es una telenovela argentina producida para Grupo Telefe y emitida en el año 2002. Protagonizada por Gabriel Corrado y Valeria Bertuccelli. Coprotagonizada por Carola Reyna, Guido Kaczka, Federico Olivera, Julieta Cardinali y Diego Peretti. Antagonizada por Cecilia Dopazo y el primer actor Jorge Marrale. También, contó con las actuaciones especiales de Emilia Mazer, Patricia Viggiano y los primeros actores Juan Manuel Tenuta y Mabel Pessen. La participación de Alejo Ortiz. Y las presentaciones de Catalina Artusi y Sebastián Francini.

## Trama
La historia comienza cuando Máximo Martinelli (Corrado) pierde a su esposa (Mazer) al cumplirse el primer aniversario de casados. Ella es atacada por delincuentes y muere. En medio del dolor, él decide que el corazón de su mujer sea trasplantado a Luján (Bertucelli), una joven que necesitaba desesperadamente de él para seguir viviendo.
A partir del trasplante, Luján comienza a experimentar sensaciones nuevas y por ello se plantea la necesidad de saber quién era la persona que le donó el corazón. Así, termina conociendo a Máximo, de quién se enamorará.

## Reparto
- Gabriel Corrado como Máximo Martinelli.
- Valeria Bertuccelli como Luján Robledo de López Paz.
- Cecilia Dopazo como Olivia Minerva López Paz.
- Jorge Marrale como Arturo López Paz.

los primeros actores
- Juan Manuel Tenuta como Américo Martinelli.
- Mabel Pessen como Flora Ramírez.

## Coprotagonistas
- Carola Reyna como Teresa Quinteros.
- Diego Peretti como Basilio Correa.
- Guido Kaczka como Pablo Mendoza.
- Mario Moscoso como Maton.
- Julieta Cardinali como Carolina.
- Federico Olivera como Felipe Orlando Linares.
- Alejo Ortiz como Juanjo Almeida.
- Emilia Mazer como Lucila de Martinelli.
- Fabiana García Lago como Enfermera.
- Vero Pacheco como "recepcionista clínica".
- Verónica Vieyra como Ana de Ricchi.
- Pepe Monje
- Ximena Fassi
- Sebastián Francini como Tommy.
- Catalina Artusi como Lucilita.
- Graciela Tenenbaum
- Martín Karpan como Roberto Gómez "El Facha".

## Recepción
La telenovela cosechó un buen nivel de audiencia en Argentina, la cual se extendió en episodios siguientes. En Italia, además, fue emitida por el canal Rete 4 con el nombre de Batticuore. Fue vista también en Eslovaquia por Slovenská televízia y los países bálticos.